# 佩特拉什夫卡 (溫基夫齊區)
49°6′1″N 27°11′34″E / 49.10028°N 27.19278°E
彼得拉希夫卡（烏克蘭語：Петрашівка）是位於烏克蘭西部的村莊，由赫梅利尼茨基州裡赫梅利尼茨基區的溫基夫齊市鎮負責管轄。該村始建於1749年，面積3.78平方公里，海拔高度282米，2001年人口1,200，人口密度每平方公里318.3人。